# 小澤広太
小澤 広太（おざわ こうた、1985年12月9日 - ）は、埼玉県春日部市出身のハンドボール選手。日本ハンドボールリーグの大崎電気所属。

## 経歴
2008年1月に日本ハンドボールリーグの大崎電気へ加入。
2009-10年シーズンはリーグ8位タイの70得点を挙げ、シュート率はリーグ2位の.654を記録した。
2010年12月の第62回全日本総合ハンドボール選手権大会では最優秀選手賞を受賞した。
2011年4月に行われた日韓定期戦で日本代表に初選出。同年7月の第1回全日本社会人ハンドボール選手権大会でベストセブンに選ばれた。
2011-12年シーズンはリーグ6位タイのフィールド得点（65得点）を記録。
2012年1月に第15回男子アジア選手権の日本代表に選出。同年4月にはロンドンオリンピック世界最終予選の日本代表に選出された。
2013年7月に行われた第3回社会人選手権で2年ぶりとなるベストセブンを受賞。
2014年の第4回社会人選手権では2年連続3回目のベストセブンに選ばれた。
2016-17年シーズンは、2016年10月22日の北陸電力戦で通算400得点を記録した。
2018年6月のジャパンカップで日本代表に復帰した。

## 詳細情報

### 年度別成績
| 年        | チーム    | 試合 | フィールド 得点 | 率   | 7m  | 合計    | 警告 | 退場 | 失格 |
| --------- | --------- | ---- | --------------- | ---- | --- | ------- | ---- | ---- | ---- |
| 2007-08   | 大崎電気  | 1    | 2/3             | .667 | 0/0 | 2/3     | 0    | 0    | 0    |
| 2008-09   | 大崎電気  | 13   | 24/35           | .686 | 0/1 | 24/36   | 0    | 0    | 0    |
| 2009-10   | 大崎電気  | 14   | 70/107          | .654 | 0/0 | 70/107  | 0    | 0    | 0    |
| 2010-11   | 大崎電気  | 14   | 65/96           | .677 | 0/0 | 65/96   | 0    | 0    | 0    |
| 2011-12   | 大崎電気  | 14   | 65/103          | .631 | 0/0 | 65/103  | 0    | 1    | 0    |
| 2012-13   | 大崎電気  | 12   | 37/54           | .685 | 0/0 | 37/54   | 2    | 0    | 0    |
| 2013-14   | 大崎電気  | 13   | 35/46           | .761 | 0/0 | 35/46   | 0    | 0    | 0    |
| 2014-15   | 大崎電気  | 16   | 54/78           | .692 | 0/0 | 54/78   | 3    | 0    | 0    |
| 2015-16   | 大崎電気  | 11   | 24/32           | .750 | 0/0 | 24/32   | 0    | 0    | 0    |
| 2016-17   | 大崎電気  | 16   | 55/78           | .705 | 0/0 | 55/78   | 0    | 1    | 0    |
| 2017-18   | 大崎電気  | 23   | 53/84           | .631 | 0/0 | 53/84   | 0    | 1    | 0    |
| 2018-19   | 大崎電気  | 24   | 62/101          | .614 | 0/0 | 62/101  | 0    | 0    | 0    |
| JHL：12年 | JHL：12年 | 171  | 546/817         | .668 | 0/1 | 546/818 | 5    | 3    | 0    |

- 各年度の太字はリーグ最高

### タイトル・表彰

#### 日本選手権
- 最優秀選手賞：1回 (2010年)

#### 社会人選手権
- ベストセブン：3回 (2011年・2013年・2014年)

### 記録

#### 日本ハンドボールリーグ
- 通算400得点：2016年10月22日、対北陸電力戦（和光市総合体育館）[11]
- 通算500得点：2018年10月8日、対大同特殊鋼戦（富士見市立市民総合体育館）[13]

### 背番号
- 3 (2008年 - )